# Botanischer Garten Gera

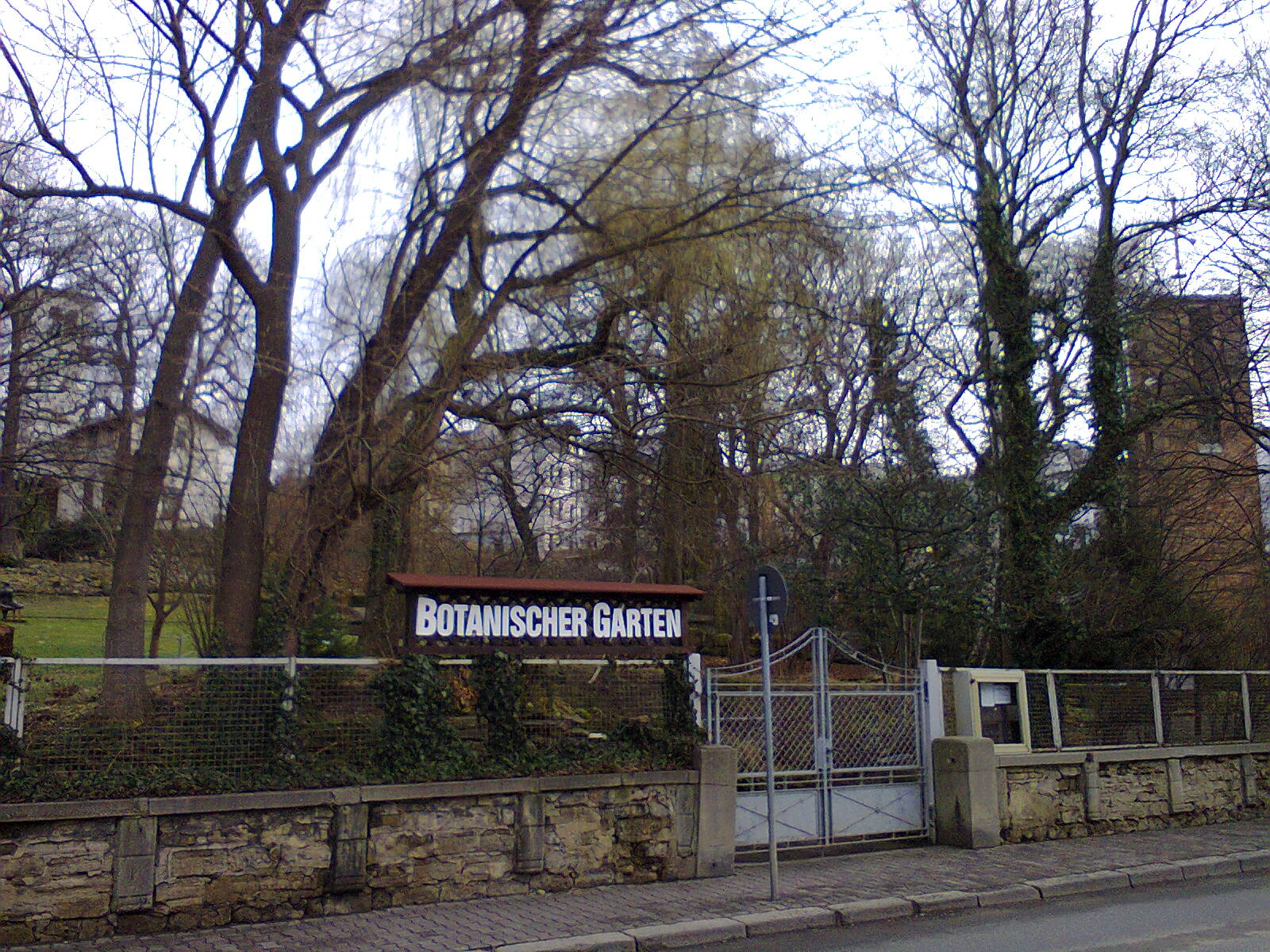
Haupteingang von der Nicolaistraße aus; im Hintergrund der Kirchturm der katholischen Elisabethkirche

Der Botanische Garten Gera ist ein 0,7 Hektar großer Lehr- und Schaugarten in der thüringischen Stadt Gera, der insbesondere die Pflanzenwelt Ostthüringens zeigt und heute zum städtischen Museum für Naturkunde gehört.

## Geschichte

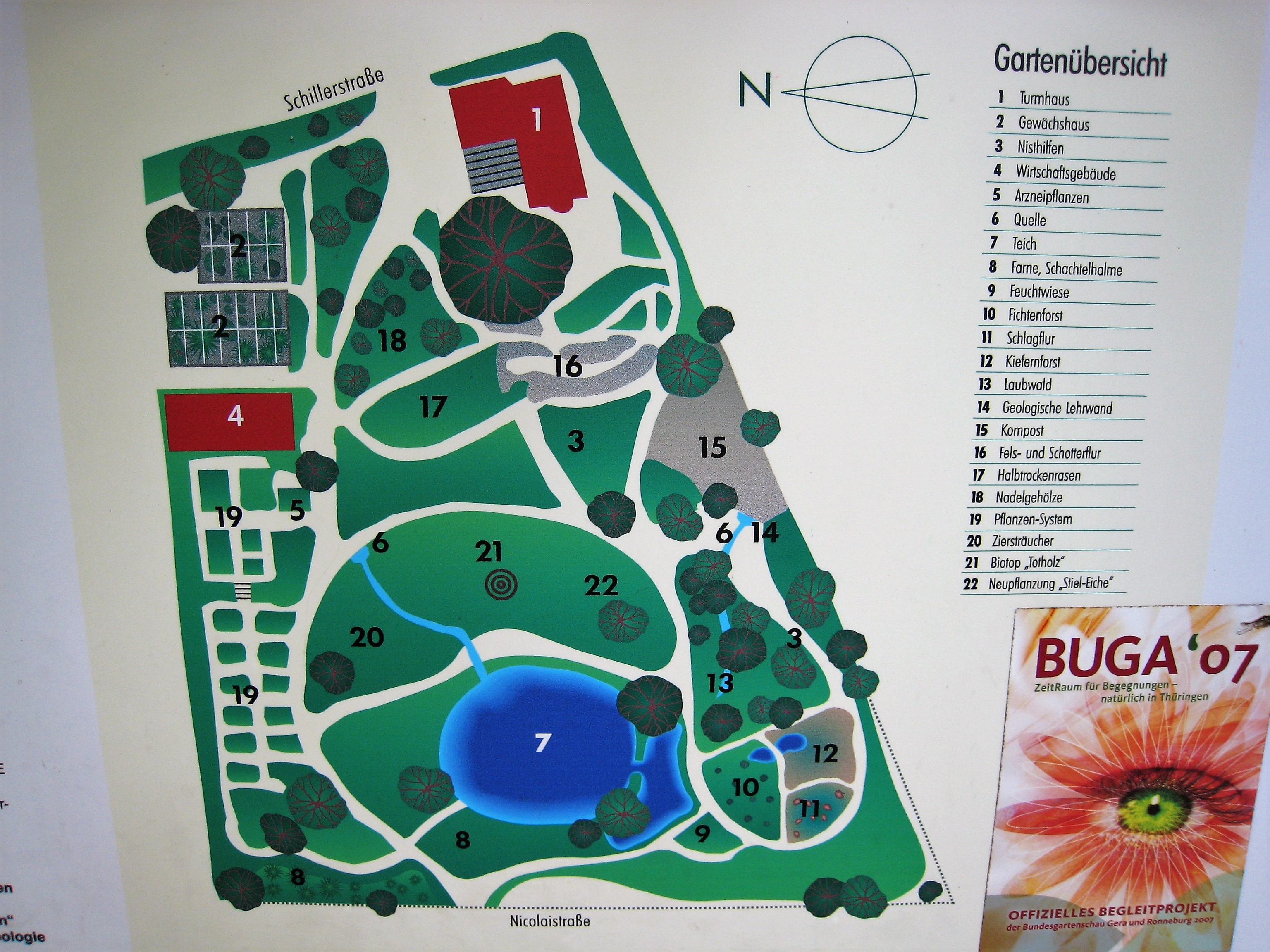
Übersicht

Der Botanische Garten geht auf eine Initiative des Kommerzienrates Walther Ferber (1830–1895) zurück. Dieser stiftete den oberhalb der um 1890 angelegten Nicolaistraße gelegenen Teil seines ausgedehnten Gartengrundstücks der Stadt Gera unter der Bedingung, dass dort ein Lehrgarten für den botanischen Unterricht an den städtischen Schulen angelegt werden sollte. Mit seinem Ableben 1895 stellte er sein Gartengrundstück für die öffentliche Bildung an den Geraer Schulen und die Erholung der Bevölkerung zur Verfügung und bestimmte die Gründung eines Botanischen Gartens.
Die Gestaltung des Gartens erfolgte ab 1897 durch eine Kommission, der Lehrer, Gärtner und Botaniker angehörten. Federführend waren hier der Oberlehrer Robert Leube (1866–1938), unterstützt von Ferdinand Neumann (1841–1902), einem Arzt und Botaniker. So entstand im so genannten Reußischen Botanischen Garten ein kleinräumiges Mosaik aus Lebensräumen wie Laubwald, Buschwald, Feldrain, Wiese, Bach und Teich mit einer Auswahl der typischen Pflanzen- und teilweise auch Tierwelt, wie sie in Ostthüringen anzutreffen sind. Auch nichtbotanische Lehrobjekte kamen hinzu. 1898 ließen die Lehrer K. Löscher und G. Bender eine geologische Lehrwand errichten, die die Vielfalt der Gesteine im Gebiet um Gera vorstellt.
Leube, der den Botanischen Garten von seiner Fertigstellung im Jahr 1900 bis 1909 leitete, gliederte die Anlage nach Lebensgemeinschaften wie Wiese, Heide, Bachufer, Laub- und Nadelwald, legte eine kleine Baumschule an und hielt Schlangen und Lurche in einem kleinen Terrarium. Für den kurzen Zeitraum von 1909 bis 1913 übernahm der Botaniker und Mykologe Gotthold Hahn (1841–1913) die Leitung des Gartens. Er legte die Schwerpunkte auf Artenreichtum und botanische Besonderheiten, wie z. B. die Vielfalt an Wildrosen. Unter ihm entstand die erste pflanzensystematische Anlage im Garten. Für die Allgemeinheit relevante Anlagen zu Nutzpflanzen und ein Alpinum kamen zum Ursprungskonzept hinzu.
Leubes Nachfolger nach 1909 stellten unter Berücksichtigung der beengten Platzverhältnisse die Pflanzen des Gartens eher nach Gesichtspunkten der Systematik zusammen. Von 1947 bis 1951 erfolgte eine grundlegende Umgestaltung des Gartens; zudem wurde der Park an das neu gegründete Naturkundemuseum angegliedert. Die Nutzung des Botanischen Gartens erfolgte zunehmend wieder verstärkt unter dem Gesichtspunkt schulbiologischer Aufgaben. Nach und nach wurde die Anlage um Pilzsammlung, Vogelschutzstation, Terrarium, Wetterstation, zwei Unterrichtsplätze, eine Vielzahl von Tafeln und Beschilderungen und eine botanische Ausstellung als Lehrgarten aufgewertet.

## Heutige Nutzung

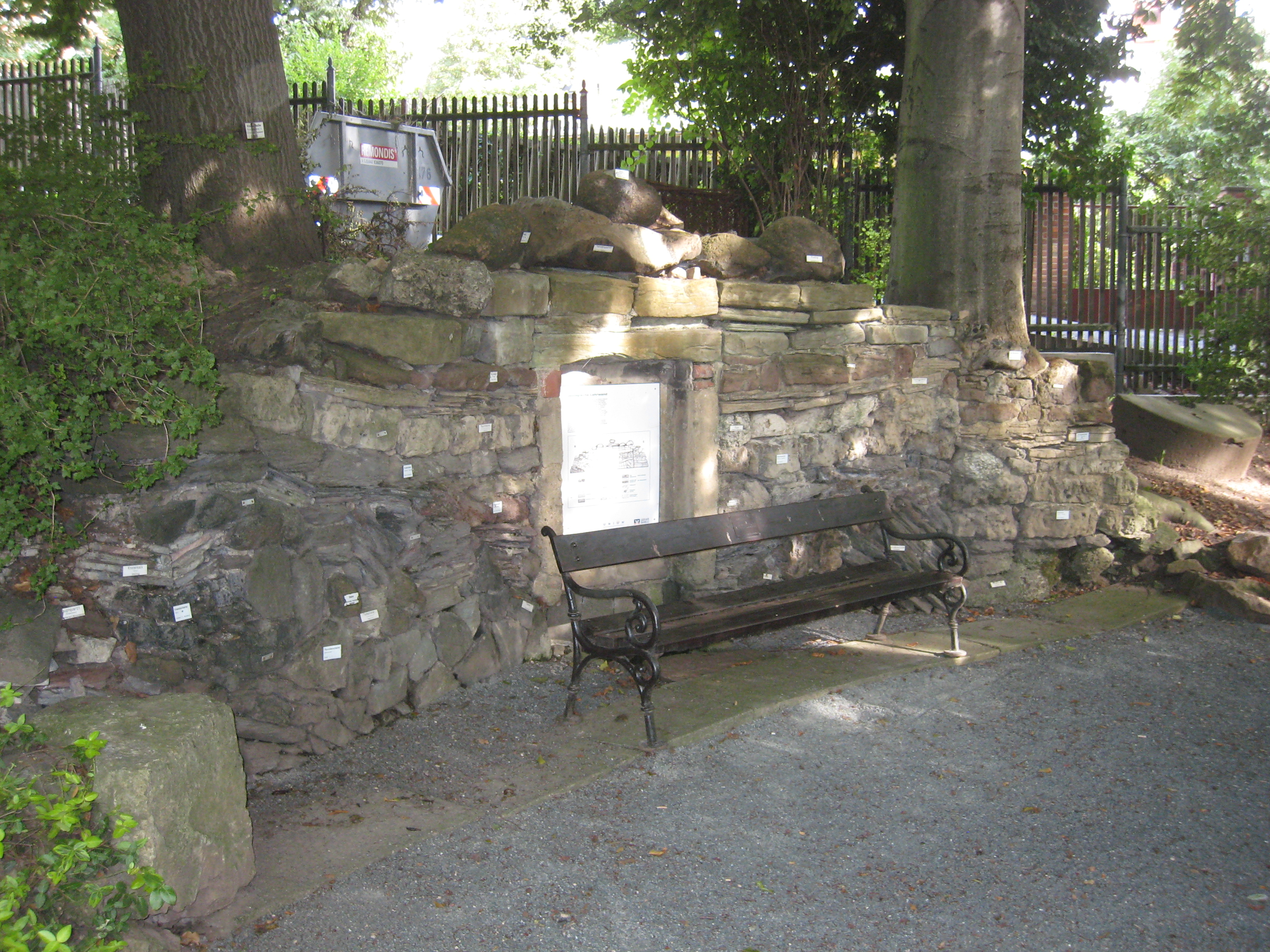
Die sogenannte geologische Lehrwand

Das im oberen Teil des Botanischen Gartens befindliche und bereits 1864 errichtete, spätklassizistische Gartenhaus mit Turm wurde von 1990 bis 1995 saniert und dient als Lehrgebäude für die „Grüne Schule“ des Museums für Naturkunde. Die heute gezeigten Pflanzengesellschaften sind Laubwald, Halbtrockenrasen, Fels- und Schotterflur und Sumpf- und Wasserpflanzen; zudem sind ein Gewürzkräutergarten und eine geologische Lehrwand vorhanden.
Die Dauerausstellung im Botanischen Garten ist keine Ausstellung im klassischen Sinne. Es handelt sich eher um ein Gartenkonzept, das sich mit den Jahreszeiten verändert. Aufgebaut ist der Garten als Mosaik, welches die Pflanzenwelt Ostthüringens zusammenfasst. Neben Wildarten werden auch Nutzpflanzen, so u. a. Heil- und Arzneipflanzen zur Begutachtung angebaut.
Der Botanische Garten war ein Begleitprojekt der Bundesgartenschau 2007.